# Duplakuplungos sebességváltó
A duplakuplungos sebességváltó (továbbiakban DCT) a Volkswagen és a BorgWarner által közösen kifejlesztett speciális sebességváltó. A DSG ötlete már korábban is felmerült az autóiparban, de csak az elektromosan is vezérelt autók kifejlesztésével vált lehetővé a megalkotása.

## Elnevezés
A duplakuplungos sebességváltóra gyakran hivatkoznak DSG-ként, amely a német „Doppelschaltgetriebe” kifejezés rövidítése, illetve DCT-ként, mely az angol Double Clutch Transmission-t takarja. Nem összetévesztendő a kéttárcsás száraz kuplunggal.

## Működése
A DCT automata sebességváltóként viselkedik, de lényegében két összeillesztett manuális homlokkerekes sebességváltóból áll. Mint neve is mutatja, két kuplungot tartalmaz, melyekhez egy-egy bemenőtengely csatlakozik. Az egyik bemenőtengely cső alakú, ennek belsejében fut végig a másik tengely. A kuplungok lehetnek hagyományos szárazkuplungok, vagy olajban futóak. Az olajnak kuplungtárcsa körül kettős szerepe van: kenő- és hűtőanyagként is funkcionál Az egyik bemenőtengelyen a páratlan fokozatok (1, 3, 5, esetenként 7), és a hátrameneti fokozat, a másikon a páros fokozatok (2, 4, 6) fogaskerekei találhatóak. Működés közben az egyik tengelykapcsoló zárt, míg a másik nyitott állapotban van, illetve a nyitott tengelykapcsolóhoz tartozó bemenőtengelyen már előválasztott állapotban van a következő sebességfokozat . Fokozatváltáskor a tengelykapcsolók párhuzamosan nyitnak, illetve zárnak, így az előválasztott fokozat rögtön bekapcsolódik a hajtásláncba. A sebességváltást elektromosan vezérli az autó számítógépe, de lehetséges félautomata vezérlés is, mely a sebességváltó kar megfelelő pozícióba helyezésével, vagy a kormányon levő kapcsolókkal lehetséges.

### Kézi váltóval szemben
A DCT előnye a kézi homlokkerekes sebességváltóval szemben a gyorsulás folyamatossága. A manuális váltó esetében a tengelykapcsoló nyitása, a sebességfokozat váltása, és a tengelykapcsoló zárása megszakítja a vonóerőt, ezáltal a gyorsulás nem folytonos. A DCT ezt kiküszöböli az előválasztott fokozatok által. A folyamatos gyorsulás ugyanakkor nagyobb utazási komfortot is biztosít a váltások közötti "rántások" hiányával. Megemlítendő, hogy a DCT-vel szerelt gépkocsi üzemanyag fogyasztása a nagyobb hatékonyság (több fokozat, egyenletesebb gyorsulás) miatt alacsonyabb, vagy közel azonos.

### Automata váltóval szemben
A bolygóműves-, vagy automata sebességváltó nagy hátránya a magas fenntartási költség, továbbá magas üzemanyag fogyasztást eredményez. A DCT alapját kézi homlokkerekes váltó képezi, így a fenntartási költség lényegesen kisebb. Kapcsolási sebessége magasabb, reakcióideje és fogyasztása alacsonyabb.

## Használata
Elsősorban sportkocsikba volt szánva, de köznapi használatra gyártott autókba is szerelnek. A különböző autómárkák más-más néven hozzák piacra saját fejlesztésű DCT-vel szerelt típusaikat. Saját DCT-t fejlesztő vállalatok: BorgWarner, ZF, Magna PT(ex Getrag), Hyundai. 
Az alábbi táblázatban néhány márka, és az általuk használt DCT található.
| Márka                 | Fokozatok száma            | Tengelykapcsoló típusa (száraz/olajban futó) | Elnevezés       |
| --------------------- | -------------------------- | -------------------------------------------- | --------------- |
| Seat Skoda Volkswagen | 6 és 7 fokozatú is létezik | mindkettő létezik                            | DSG             |
| Audi                  | 6 és 7 fokozatú is létezik | mindkettő létezik                            | S-Tronic        |
| Mitsubishi            | 6                          | olajban futó                                 | Twin Clutch SST |
| BMW                   | 7                          | olajban futó                                 | M DCT           |
| Porsche               | 7                          | olajban futó                                 | PDK             |
| Ford Volvo            | 6                          | mindkettő létezik                            | Powershift      |
| Bugatti*              | 7                          | olajban futó                                 | DSG             |

*-csak a Veyronban